# Касемабад-е Софла (Марказі)
Касемабад-е Софла (перс. قاسم ابادسفلي) — село в Ірані, у дегестані Рудшур, у Центральному бахші, шахрестані Зарандіє остану Марказі. За даними перепису 2006 року, його населення становило 37 осіб, що проживали у складі 7 сімей.

## Клімат
Середня річна температура становить 17,20 °C, середня максимальна – 36,64 °C, а середня мінімальна – -5,29 °C. Середня річна кількість опадів – 240 мм.
| Клімат поселення                              | Клімат поселення | Клімат поселення | Клімат поселення | Клімат поселення | Клімат поселення | Клімат поселення | Клімат поселення | Клімат поселення | Клімат поселення | Клімат поселення | Клімат поселення | Клімат поселення | Клімат поселення |
| Показник                                      | Січ.             | Лют.             | Бер.             | Квіт.            | Трав.            | Черв.            | Лип.             | Серп.            | Вер.             | Жовт.            | Лист.            | Груд.            |                  |
| Середній максимум, °C                         | 11,48            | 14,36            | 18,74            | 25,43            | 30,57            | 35,79            | 36,64            | 35,73            | 31,43            | 24,54            | 17,95            | 11,64            |                  |
| Середня температура, °C                       | 3,10             | 5,97             | 10,36            | 17,04            | 22,18            | 27,38            | 30,38            | 29,48            | 25,17            | 18,29            | 11,69            | 5,38             |                  |
| Середній мінімум, °C                          | −5,29            | −2,4             | 1,95             | 8,66             | 13,80            | 19,02            | 24,13            | 23,20            | 18,91            | 12,01            | 5,44             | −0,88            |                  |
| Норма опадів, мм                              | 36               | 34               | 42               | 27               | 19               | 4                | 1                | 1                | 1                | 16               | 25               | 34               |                  |
| Середньомісячна швидкість вітру, м/с          | 1.48             | 2.14             | 2.66             | 3.15             | 2.90             | 2.88             | 3.00             | 2.82             | 2.40             | 2.20             | 2.01             | 1.63             |                  |
| Середньомісячна сонячна радіація, кДж/м²·день | 9245             | 11980            | 14542            | 18048            | 22184            | 26013            | 25678            | 23467            | 19839            | 14670            | 10890            | 8802             |                  |
| --------------------------------------------- | ---------------- | ---------------- | ---------------- | ---------------- | ---------------- | ---------------- | ---------------- | ---------------- | ---------------- | ---------------- | ---------------- | ---------------- | ---------------- |
| Джерело:                                      |                  |                  |                  |                  |                  |                  |                  |                  |                  |                  |                  |                  |                  |